# الأحكام العرفية في فلسطين الانتدابية (مارس 1947)
الأحكام العرفية في فلسطين الانتدابية (مارس 1947) هي سلسلة من الأحكام العرفية التي فرضها جيش الانتداب البريطاني على المناطق اليهودية في فلسطين أثناء التمرد اليهودي في فلسطين الانتدابية، حيث فُرضت الأحكام العرفية في 2 أذار (مارس) عام 1947 لمدة 15 يومًا في القطاعات اليهودية من فلسطين الانتدابية، وعُرفت الحملات التي قادها جيش الانتداب البريطاني في تلك الفترة باسم عملية فرس النهر في منطقة تل أبيب الكبرى وعملية الفيل في الأحياء اليهودية الواقعة في القدس.
كانت السلطات البريطانية قد هددت بفرض الأحكام العرفية في مناطق فلسطين الانتدابية رداً على الهجمات التي نفذتها تنظيمات صهيونية متشددة مثل تنظيم إرغون وتنظيم ليحي ضد آليات ومنشآت وأفراد بريطانيين في 1 أذار (مارس) عام 1947. كان الحادث الأكثر دموية خلال تلك الهجمات قد وقع في نادي الضباط البريطانيين في القدس الذي تم قصفه فأسفر عن مقتل عشرين شخصا مما دفع المندوب السامي البريطاني إلى فرض الأحكام العرفية في اليوم التالي في الأحياء اليهودية في القدس ومنطقة العاصمة تل أبيب، وأثر الإعلان على الخدمات المدنية والحكم، كما اعتقلت القوات البريطانية المُهاجمون المشتبه بهم في جميع أنحاء فلسطين قبل رفع الأحكام العرفية في 17 أذار (مارس) من نفس العام. استمرت الاشتباكات طوال مدة فرض الأحكام العرفية بين العسكريين البريطانيين والمسلحين الصهاينة.

## الخلفية التاريخية
كان الجانبان الفلسطيني واليهودي في فلسطين قد رفضا خطة بفن التي اقترحتها بريطانيا العظمى في أوائل عام 1947، والتي توقعت قيام دولة ثنائية القومية بترتيبات كانتونية من شأنها أن تسمح بالحكم الذاتي الإقليمي القوي، حيث طالب الممثلون اليهود بكامل الأرض باستثناء تلال الضفة الغربية، كما طالبوا بالسماح بدخول 100 ألف يهودي من مختلف الدول إلى فلسطين خلال العامين الأولين من تنفيذ الخطة لتأسيس أغلبية يهودية، كما رفض الوفد العربي الخطة وطالب البريطانيين بمغادرة فلسطين.
حذر بفن من تحول المنطقة إلى بركة دماء بعدما لاحظ أن اليهود كانوا في وضع عسكري أقوى من العرب إلا أنه كان على ثقة من أن جامعة الدول العربية ستوازن المعادلة. وتفاديًا لهذا المأزق، ترك بفن القرار في النهاية بين يدي الجمعية العامة للأمم المتحدة، اعتقادًا منه أن أعداد اليهود والعرب في فلسطين هناك ستعيق أي خطة تقسيم، وتعيد الطرفين إلى الحل الوحيد المعقول من وجهة نظر بريطانيا العظمى، وهو الحل الذي اقترحته خطة بفن.
اعتقد الصهاينة أن البريطانيين يماطلون لبعض الوقت، وبذلت الوكالة اليهودية جهودًا إضافية في هذه الأثناء للحصول على موافقة دولية على إقامة دولة يهودية إلى جانب العمل على تحقيق ذلك على الأرض من خلال إنشاء مستوطنات جديدة، وزيادة عمليات بيت عاليه وحث المنظمات اليهودية المنشقة على زيادة وتيرة الهجمات ضد القوات البريطانية. وبحلول شباط (فبراير) عام 1947 أخلت الحكومة البريطانية النساء والأطفال والمدنيين الذكور غير الأساسيين من فلسطين الانتدابية ردًا على الاضطرابات السياسية وعمليات اختطاف المسؤولين البريطانيين. وفي وقت لاحق من نفس الشهر أعلنت بريطانيا نيتها إنهاء الانتداب في فلسطين وأحالت موضوع مستقبل فلسطين إلى الأمم المتحدة، وقامت على خلفية هذا الإعلان بعد ذلك بتركيز جميع الجنود ورجال الشرطة البريطانيين الذين ما زالوا متمركزين في الانتداب في المناطق الأمنية الواقعة في المدن الكبرى. أصدرت منظمة إرغون الصهيونية المتشددة بعد ذلك في 10 فبراير (شباط) أمر سري اعتبرت فيه كل بريطاني عدواً بغض النظر عن المنصب الذي يشغلونه. أدت الإجراءات الأمنية التي أتخذتها السلطات البريطانية إلى نشوب اضطرابات عربية في أنحاء فلسطين الانتدابية وزيادة في مشتريات سلع السوق السوداء مما يُشير إلى الاستعداد لمواجهة الاضطرابات.